# Space Mates
Space Mates is een computerspel dat werd ontwikkeld door John Vanderaart van Radarsoft. Het spel kwam in 1984 uit voor de Commodore 64. Het spel kan met twee spelers gespeeld worden. Er komen vliegtuigen van de tegenstander van rechts naar links vliegen. De bedoeling van het spel is om deze vliegtuigen neer te schieten voordat ze een verticale lijn aan de linkerkant raken.